# Ionocraft

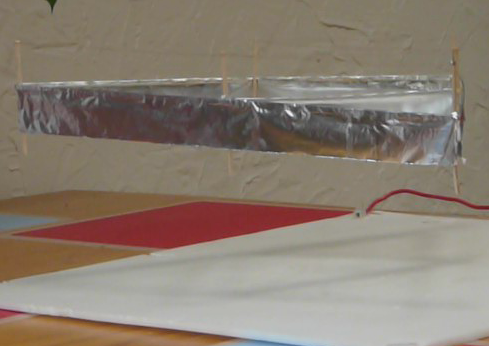
Un "Lifter v2".

L'ionocraft est dispositif expérimental capable de léviter. Aucune application pratique n'est actuellement connue.

## Fonctionnement
Le principe est basé sur un condensateur asymétrique, c’est-à-dire 2 électrodes de formes différentes et relativement proches l'une de l'autre. Une tension de forte valeur va ioniser le gaz présent entre les 2 électrodes, et va déplacer ce gaz ionisé dans une direction définie par la forme des électrodes. 
Cette direction ne dépend pas de la polarisation de la tension appliquée.

## Applications
Pour le moment, l'ionocraft n'a pas trouvé d'applications pratiques, pour plusieurs raisons :
- La charge utile n'est pour le moment pas assez élevée pour une quelconque utilisation (le record de charge utile connu est d'environ 60 g soulevés par un ionocraft de 190 g)
- La difficulté de fournir de la très haute tension de façon autonome. Car il faut non seulement produire l'électricité, mais il faut également la transformer. En outre, le ionocraft demande une puissance relativement élevée (Le ionocraft cité précédemment consomme près de 300 W en vol).
- La haute tension électrique sur des câbles nus pose des problèmes de sécurité évidents.

### Le "Lifter" ou ionocraft

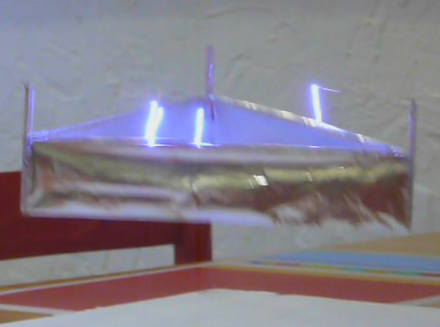
Un "Lifter v1". Celui-ci est de qualité médiocre ; de nombreux arcs électriques sont produits.

Le Lifter (ou  ionocraft) est un condensateur asymétrique qui utilise de la haute tension (> 20 kV) pour produire une poussée. 
L'ionocraft fonctionne sans pièce mobile, « vole » silencieusement et utilise seulement de l'énergie électrique. 
L'ionocraft utilise l'Effet Biefeld-Brown découvert par Thomas Townsend Brown en 1928. Le principe de base du ionocraft a été pleinement décrit dans le brevet de Townsend Brown N°US2949550 du 16 août 1960, appelé "Dispositif Électrocinétique".
Aujourd'hui, plus de 350 reproductions de ionocraft ont déjà été effectuées avec succès dans le monde par de nombreux expérimentateurs et physiciens.
Caractéristiques : 
- Fonctionne sans pièce mobile, (simplicité de fabrication, sécurité et maintenance aisée).
- Lévite totalement silencieusement (pas de nuisance sonore).
- Décolle et atterrit verticalement (ADAV, VTOL).
- Manœuvre dans toutes les directions sans ailerons mobiles, (contrôle dynamique de la couche limite).
- Utilise uniquement de l'énergie électrique, (pas de pollution directe).
- Est capable de soulever son propre poids, plus une charge utile additionnelle (poussée/poids >> 1).
- Signature thermique et radar quasi nulles (furtivité).

Notes :
- Un bon ionocraft ne doit pas produire d'arcs électriques.

Vidéos :
- Vidéo du vol d'un "Lifter v1"

## Théories de l'électropropulsion

### L'Effet Biefeld-Brown
L'élévation d'un ionocraft a initialement été perçu comme un vent ionique provoqué par le passage de la haute tension et nécessitant un milieu dense (atmosphère) : au voisinage du fil corona, des électrons provenant d'atomes et de molécules de l'air sont captés. Ces électrons sont alors attirés par l'électrode positive où ils sont capturés. Les atomes et les molécules, dont ont été arrachés les électrons, deviennent ainsi des ions et forment un nuage ionisé positivement qui est attiré par l'électrode négative et repoussé par l'électrode positive et qui se déplacent en suivant les lignes de champs électriques. L'électrode négative est elle-même attirée par ce nuage ionique positif ce qui crée une première force ascensionnelle (ces deux systèmes qui s'attirent ne sont pas solidaires mécaniquement et peuvent se déplacer l'un par rapport à l'autre). En arrivant sur l'électrode négative, le nuage ionique positif provoque des chocs, entraînant l'arrachement d'électrons de cette armature. Ces derniers sont capturés par les molécules environnantes ce qui entraîne la formation d'un nouveau nuage, cette fois chargé négativement, qui est alors repoussé par la jupe d'aluminium. Cela provoque une seconde force ascensionnelle, qui vient s'ajouter à la première, et qui explique le vol de direction verticale et de sens du bas vers le haut du ionocraft.

Mais notons que ce modèle électrocinétique est aujourd'hui au centre de nombreux débats car les ionocraft volent même en atmosphère raréfiée, avec une poussée de quelques micronewtons à quelques millinewtons, cela nécessite des intensités croissant avec la baisse de pression , ; et il a été prouvé récemment qu'il persiste toujours une poussée de l'ordre de quelques micro- (voire milli-) newtons dans le vide. La question devient alors très intéressante car elle ouvre la voie vers une utilisation spatiale. Donc on peut en conclure que l'explication du vent ionique est insuffisante voire superflue.
(cf les travaux plus récents effectués par Thomas B. Bahder et Chris Fazi (2002) pour le compte du US Army Research Laboratory concluent que l'explication du vent ionique est insuffisante voire superflue.) 
Mais il semble improbable qu'il s'agisse d'"antigravitation" selon l'expérience de Naudin (2003)), pour expliquer l'importance de l'effet Biefeld-Brown.